# Джиджикруд
Джиджикруд или Дижикруд (в верховье Обиагба или Обиогба (тадж. Ҷиҷикрӯд) — река, протекающая в Айнинском районе Согдийской области Таджикистана. Левый приток реки Ягноб (бассейн Фандарьи) впадающий в него в 9,4 км от устья.
Длина — 17 км. Площадь водосбора — 112 км². Средний расход воды — 8,52 м³/с.

## Общее описание

### Течение
Начало берёт на северных склонах Гиссарского хребта в 3,5 км северо-восточнее от перевала Уштур, условно разделяющий Согдийскую область от районов республиканского подчинения страны. От истока на протяжении 2 км течёт с востока на запад, затем выходит на относительно широкую долину, где поворачивает на северо-запад. Через 2 км у электростанции расположенной напротив штольни, поворачивает на север принимая слева безымянный приток и название Обиагба. Спустя 2,5 км за нежилой деревней Зиморе, которая расположилась по правому берегу, справа принимает реку Китоб меняя северное направление на северо-западное. Через 3,5 км слева принимает самый крупный приток реку Обишир берущую начало на высоте 3336 м и название Джиджикруд. После слияния река поворачивает на север, затем перед Джиджикрудской геологической партии вновь поворачивает на северо-запад, и протекает в этом направлении до посёлка Зеравшан. Вступая в пределы посёлка река на протяжении 4 км протекает в северном направлении, затем поворачивает на восток и через 1 км впадает в Ягноб. В среднем и нижнем течении от устья до электростанции вдоль реки пролегает автодорога М-34 ведущая к Анзобскому тоннелю (39°06′29″ с. ш. 68°41′14″ в. д.).

### Характеристики стока
Количество рек протяжённостью менее 10 км расположенных в бассейне Джижикруд — 33, их общая длина составляет 53 км. Коэффициент внутригодового стока — 0,94. Месяц с наибольшим стоком — июль. 46 % от годового стока приходится на период с июля по сентябрь. Тип питания снего-ледниковое.
Максимальное значение расхода воды — 12,6 м³/с (1949), минимальное — 5,88 м³/с. Слой стока за половодье — 443 мм.
Джиджикруд входит в I группу рек с весенним лимитирующим сезоном. В таблице приведены следующие характеристики стока реки (место измерения устье).
| Водность года    | Месячный сток (%) | Месячный сток (%) | Месячный сток (%) | Месячный сток (%) | Месячный сток (%) | Месячный сток (%) | Месячный сток (%) | Месячный сток (%) | Месячный сток (%) | Месячный сток (%) | Месячный сток (%) | Месячный сток (%) | Сезонный сток (%) | Сезонный сток (%) | Сезонный сток (%)  |
| Водность года    | I                 | II                | III               | IV                | V                 | VI                | VII               | VIII              | IX                | X                 | XI                | XII               | Весна (IV—VII)    | Лето (VIII—IX)    | Зима-лето (X—III)! |
| ---------------- | ----------------- | ----------------- | ----------------- | ----------------- | ----------------- | ----------------- | ----------------- | ----------------- | ----------------- | ----------------- | ----------------- | ----------------- | ----------------- | ----------------- | ------------------ |
| Многоводный      | 2,2               | 2,1               | 2,0               | 2,5               | 9,8               | 28,7              | 22,7              | 14,3              | 6,5               | 3,9               | 2,8               | 2,5               | 82,0              | 13,5              | 4,5                |
| Средний          | 2,3               | 2,0               | 2,1               | 2,6               | 9,7               | 28,5              | 22,6              | 14,2              | 6,4               | 4,1               | 2,9               | 2,6               | 85,0              | 10,9              | 4,1                |
| Маловодный       | 2,3               | 2,2               | 2,2               | 2,7               | 9,6               | 28,2              | 22,4              | 14,1              | 6,4               | 4,2               | 3,0               | 2,7               | 80,7              | 14,4              | 4,9                |
| Очень маловодный | 2,5               | 2,3               | 2,3               | 3,0               | 9,5               | 27,8              | 22,1              | 13,8              | 6,3               | 4,4               | 3,2               | 2,8               | 79,5              | 15,2              | 5,3                |

### Поверхность площади водосбора
Согласно данным справочника «Ресурсы поверхностных вод СССР» (1971), изреженная растительность и полупустынные зоны занимают — 16,7 %, от общей площади водосбора, густой травяной покров, субальпийские и альпийские луга — 52,2 %, 3,1 % скалистые обнажения, осыпи, ледники и фирновые поля. Леса, заросли кустарника и редколесье — 28,0 %.
Площадь бассейна состоит из следующих горных пород: карбонаты, глины, мергели, известняки, доломиты, соли.

### Комментарии
1. ↑  отношение величины стока за период июль-сентябрь к величине стока за период март-июнь
2. ↑  слой стока определяется степенью увлажнения водосбора